# Benjamin Forstner
Benjamin Forstner (25 de març de 1834 - 27 d'febrer de 1897), va ser un armer, inventor i comerciant nord-americà d'articles secs.

## Biografia
Forstner va néixer al Comtat de Beaver (Pennsilvània).
Forstner va inventar un motor elèctric.  A principi de la dècada de 1850, es va traslladar a Missouri, on va caure sota la influència dels comunals utòpics de William Keil. Va seguir Keil fins al Nord-oest del Pacífic el 1863, on junts van fundar la colònia d'Aurora al comtat Marion County a l'estat d'Oregon. El 1865 Forstner es va establir a Salem, i l'any següent es va casar amb Louisa Snyder. La seua única filla va ser una filla adoptiva, la neboda de Snyder. Forstner es va establir com armeri, sovint feia viatges de negocis, principalment a la costa est, incloent la Centennial Exhibition a Filadèlfia el 1876 i la Exposició Colombina Mundial el 1893 a Chicago, on va guanyar gran reconeixement. A través d'uns molt lucratius pagaments de drets va esdevenir un ric propietari i ciutadà de Salem.

## Broca Forstner

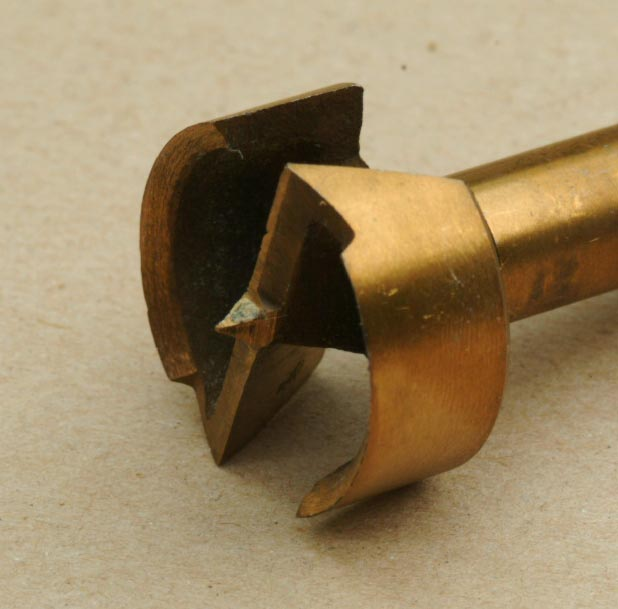
Broca Forstner

El 1886, Forstner va patentar la Broca Forstner. La broca va ser una revolució en el disseny ja que no tenia el cargol d'avanç (que Forstner va cridar el "punt de gimlet") ni tampoc les vores tallants de les broques per foradar fusta convencionals, i, per tant, va resultar especialment útil per a armers i treballadors de la fusta d'alta gamma. La broca va ser insuperable en perforar un forat de costat llis amb un fons pla. També era millor que les broques helicoidals Russell Jennings per avorrir en angle ja que no seguia el gra de la fusta.
Forstner finalment va fer els arranjaments per a la fabricació i venda de la seva broca amb dues empreses de Connecticut: Colt 's Manufacturing Company de Hartford, i Bridgeport Gun implement Company, successors d'Union Metallic Cartridge Company. La broca Forstner continua sent fabricada, tot i que ha evolucionat cap a un disseny d'anell dividit. A més, les broques Forstner modernes normalment compten amb un punt d'avanç (sense cargol) (també conegut com a "esperó central"), a diferència de l'original de Forstner, encara que les broques amb vora encara estan disponibles en alguns fabricants.

## Llegat
Forstner es va retirar el 1891. La seva residència i taller estaven situats al costat oest del Commercial Street i després ocupats per la fàbrica de llana Salem i E. F. Neff. Va erigir una gran residència a la seva terra prop de l'extrem nord del carrer comercial. Posseïa una considerable propietat agrícola a l'altra banda del riu al comtat de Polk, i també posseïa 160 acres (0.65 km2) de bosc prop de Gates, a la part superior del SANTIAM river.
Forstner va morir a Salem, Oregon després d'un brot prolongat de grip. Va ser enterrat el 2 de març de 1897.
Louisa va morir el 12 de setembre de 1917 als 75 anys al 265 North Commercial Street, Salem i va ser enterrada al cementiri Odd Fellows.